# باربارا بالزرانی
باربارا بالزرانی (انگلیسی: Barbara Balzerani؛ ۱۶ ژانویهٔ ۱۹۴۹ - ۴ مارس ۲۰۲۴) نویسنده اهل ایتالیا و تروریست سابق بود.

## زندگی اولیه
بالزرانی در کولفرو در استان رم متولد شد.

## شغل
در دهه ۱۹۷۰، بالزرانی یکی از رهبران گروه بریگاد سرخ در رم شد. (بریگاد سرخ ایتالیایی با حرف اختصاری BR، او در سال ۱۹۷۵ به این گروه پیوست). او در چندین قتل، از جمله جیرالامو مینروینی و قتل الدئو مورو در ویا فانی (۱۹۷۸) شرکت داشت. پس از دستگیری ماریو مورتتی، رهبر ملی بریگاردهای سرخ در سال ۱۹۸۱، او تلاش کرد که این گروه را تقسیم کرده و رهبری شاخه کوماندوهای کمونیست بریگاردهای سرخ را بعهده بگیرد که ناموفق بود، در حالی که جیووانی سنزاانی جناح دیگری شاخه گریلاهای بریگارد سرخ را رهبری می‌کرد.
در طول بازداشت آلدو مورو، بالزرانی همراه با مورتی، پایگاه بریگاردهای سرخ در ویاگراندولی در رم را اشغال کرد. این پایگاه به علت نشت آب کشف شد، که گفته می‌شود ناشی از یک شیر باز شده‌است - گرچه دلایل کشف آن توسط پلیس ایتالیا هرگز کاملاً روشن نشده‌است. در سال ۱۹۸۱ او در ربودن ژنرال آمریکایی جیمز لوس دوزیر شرکت کرد.
او از آخرین رهبران تاریخی بریگاردهای سرخ بود که در سال ۱۹۸۵ دستگیر شد. وی از زندان قتل شهردار سابق فلورانس لاندو کنتی را انجام داد. وی به حبس ابد محکوم شد، اما در ۱۲ دسامبر ۲۰۰۶ مورد عفو مشروط قرار گرفت و در سال ۲۰۱۱ حکم آزادی کامل را دریافت کرد.

## کتاب‌ها
بالزرانی چهار کتاب نوشته‌است که شامل کتابهای زیر بود:
- کامپانیا لونا Compagna luna (1998)
- لاسیرنا دلا چینکوئه La sirena delle cinque (2003)
- پِرکه ایو پِرکه نُن تو Perché io, perché non tu (2009)
- کروناکا دی اون آتتِسا Cronaca di un'attesa (2011)